# Jani Sippola
Jani Sippola (* 4. Mai 1990) ist ein finnischer Volleyballspieler.

## Karriere
Sippola begann seine Karriere bei Nurmon Jymy und Seinäjoki Lentis. Anschließend ging er zum Studium nach Kuortane. In dieser Zeit hatte der Zuspieler mit den finnischen Junioren seine ersten internationalen Einsätze. 2009 wechselte er zu Kokkolan Tiikerit. In der Saison 2010/11 spielte Sippola für Saimaa Volley. Im Mai 2011 absolvierte er sein erstes Länderspiel mit der A-Nationalmannschaft. Danach spielte er drei Jahre lang bei Raision Loimu, bevor er für eine Saison zu Etta Volley wechselte. Im November 2015 ging Sippola erstmals ins Ausland zu Topvolley Antwerpen. Mit dem belgischen Erstligisten erreichte er in der Saison 2015/16 das belgische Pokalfinale. Anschließend wurde er vom deutschen Bundesligisten SWD Powervolleys Düren verpflichtet. Mit dem Verein erreichte er in der Saison 2016/17 das Playoff-Halbfinale der Bundesliga. Anschließend wechselte er zum rumänischen Erstligisten SCM Craiova.